# George Paxton
George Paxton (24 de marzo de 1914-19 de abril de 1989) fue un director de orquesta, saxofonista, arreglista y editor estadounidense durante las décadas de 1930 y 1940. Fue presidente de Coed Records y productor del sello.

## Biografía

### Inicios
Nació en Jacksonville (Florida), aunque creció en Nueva Jersey, donde aprendió a tocar el saxofón a una edad temprana y fue influenciado por la música de Isham Jones. Se formó musicalmente en el prestigioso conservatorio Juilliard School de Nueva York. En 1933, cuando aún estaba en la escuela secundaria, Paxton formó una banda con sus compañeros de escuela, Tony Mottola y Herbie Haymer, que posteriormente también desarrollaron notables carreras como músicos. Más tarde, los tres se mudaron a Nueva York, donde Paxton fue contratado para escribir los arreglos para el líder de la banda y propietario de Meadowbrook Inn, Frank Dailey. A finales de la década de 1930, Paxton consiguió un trabajo con la Orquesta de George Hall como arreglista y saxofonista tenor. Paxton pudo convencer a Hall de que contratara a su amigo de la escuela secundaria y hábil guitarrista Tony Mottola para el grupo. En el grupo de Hall, Paxton se puso a trabajar con otros jóvenes músicos talentosos como el pianista Johnny Guarnieri y el batería Nick Fatool. En ese momento, Paxton también estaba escribiendo arreglos para Dolly Dawn and Her Dawn Patrol. A principios de la década de 1940, Paxton arregló música para Bunny Berigan, Bea Wain, Charlie Spivak (junto con Sonny Burke y Nelson Riddle ), Ina Ray Hutton, Vaughn Monroe y Sammy Kaye .

### George Paxton y su orquesta
Después de años de tocar, arreglar y dirigir diferentes grupos en Nueva York, Paxton formó su propia orquesta en 1944. El grupo se hizo popular y firmaron un contrato por un año con el conocido club Roseland Ballroom. Algunas de estas actuaciones se transmitieron en vivo por la radio, lo que ayudó a que la banda ganara más popularidad. George Paxton y su orquesta realizaron una gira por la costa este de los Estados Unidos y obtuvieron cierto reconocimiento en 1945. Los vocalistas incluyeron a Alan Dale, Liza Morrow, Dick Merrick y Gene Williams. Músicos destacados fueron el trompetista Guy Key y el saxofonista Boomie Richman, así como Andrew Ackers (piano), Romeo Penque (saxo), Max Herman (trompeta), Vern Whitney (trombón), Doc Goldberg (bajo), Nick Fatool (batería) y otros. El sello principal de la orquesta era Majestic Records, sin embargo, sus canciones también se lanzaron en los sellos Guild, Hit y MGM. Algunas de las composiciones y arreglos de Paxton incluyen: "Paxonia", "All of Me", "Streamliner", "This Can't Be Love", "I'm Coming Virginia", "Jug Night" y "I'm Gonna See My Baby", entre otros.
En 1949, a Paxton se le ofreció el trabajo de dirigir la orquesta del Capitol Theatre de Nueva York. Mientras estuvo allí, fundó una editorial de música ; George Paxton, Inc. Una de sus primeras publicaciones fue "There's No Tomorrow", que se convirtió en un gran éxito para Tony Martin.

### Coed Records
George Paxton y Marvin Cane formaron Coed Records, Inc. en la ciudad de Nueva York en 1958 y con oficinas en el Brill Building. Paxton produjo muchas de las canciones de este sello para grupos como The Crests, The Rivieras, The Duprees, Harptones y Adam Wade, entre otros. La experiencia de Paxton fue particularmente útil para producir a The Dupree, para quienes publicó éxitos como "You Belong to Me" y "Why Don't You Believe Me". En abril de 2010, el catálogo de Coed Records fue adquirido por la firma de gestión de derechos Beach Road Music, con sede en Los Ángeles.
Como compositor acreditado de Coed Records, Paxton usó el seudónimo de "George Eddy" en canciones como "The Writing on the Wall", un éxito de 1961 para Adam Wade que coescribió con Sandy Baron y Mark Barkan.

### Muerte
Según publicó el Palm Beach Post el 22 de abril de 1989, George Paxton murió el 19 de abril de 1989, "víctima de un aparente suicidio ".